# Informelle Gruppe
Als informelle Gruppen werden in der Soziologie und anderen Sozialwissenschaften soziale Gruppen bezeichnet, die sich mehr oder weniger spontan gebildet haben und weniger über formale Strukturen oder festgelegte Ziele verfügen. Die Strukturen können durch Rollenverteilung oder äußere Umstände geprägt sein.
Die Differenzierung zwischen formellen und informellen Strukturen in Unternehmen wurde erstmals von Elton Mayo, Fritz Roethlisberger und William Dickson im Rahmen von Experimenten zwischen den Jahren 1927 und 1933 zur Steigerung der Arbeitsleistung vorgenommen.
In eine informelle Gruppe bzw. Clique kann man nicht einfach eintreten, sondern wird aufgrund bestimmter Merkmale oder aufgrund bereits bestehender Beziehungen zu Mitgliedern der Gruppe aufgenommen.
Mit dem Begriff formelle Gruppe wird im Gegenzsatz dazu ein Zusammenschluss von Menschen bezeichnet, der formale Strukturen bereits ausgebildet und eine feste Mitgliedschaft hat.

## Beispiele
Als typische informelle Gruppen werden die Cliquen bzw. Freundeskreise von Heranwachsenden, aber auch Skatrunden oder Freizeit-Fußballmannschaften angesehen.
- Die Edelweißpiraten waren lockere Gruppierungen von Jugendlichen, die sich am Widerstand gegen den Nationalsozialismus beteiligten und beispielsweise der Hitlerjugend nicht beitraten
- Peergroups